# 木下かおり
木下 かおり（きのした かおり、1973年5月6日 - ）は、囲碁インストラクター。神奈川県出身。日本棋院の公認審判員。2008年日本棋院普及活動賞受賞。東京都師範。中央大学総合政策学部卒。アマチュア六段の資格を持ち囲碁の普及活動などをしている。東京都中学校囲碁連盟顧問（特別委員）でもある。また、野菜ソムリエの上級認定資格である「シニア野菜ソムリエ」の資格を持ち、関東地区の野菜ソムリエコミュニティの一つ「野菜ソムリエコミュニティーTOKYO」元代表（2009年7月まで）、料理教室「cuisine facile」を主宰するなど幅広い活動をしている。

## 出演
- 囲碁の時間「石田芳夫のやさしく考える碁」聞き手（NHK教育テレビ 2006年度前期）
- 囲碁の時間「淡路修三の楽しく学べるヨセ」聞き手（NHK教育テレビ 2010年度後期）
- 木下かおりの囲碁講座「木下かおりのレッツ★マスター!囲碁ワード」（衛星放送、IP放送、ダウンロード販売）[4]
  - スカパー! Ch320（囲碁・将棋チャンネル）毎週日曜日7時〜同10分[5]
  - ひかりTV Ch821（囲碁・将棋チャンネル）毎週日曜日7時〜同10分[6]

## 連載コラム
- 公開します「私の教え方ノート」日本棋院発行『囲碁未来』[7]2010年1月号 -